# Chloé Berthier
Chloé Berthier, née le 17 août 1981 à Paris, est une actrice française.

## Biographie

### Vie privée
Elle est la fille de la comédienne Marie-Martine Bisson.

## Théâtre
- 1999 : La Mère confidente de Marivaux, mise en scène par Aurélia Nolin, au Festival d'Avignon
- 2000 : La Tempête de William Shakespeare, mise en scène par Franck Hoffmann, au Théâtre national du Luxembourg
- 2001 : Kindertransport de Diane Samuels, mise en scène par Jean Négroni
- 2004 : Jacques ou la soumission, mise en scène par Hervé Van der Meulen
- 2005 : Landru de Laurent Ruquier, mise en scène par Jean-Luc Tardieu, au Théâtre Marigny
- 2005 : Occupe-toi d'Amélie de Georges Feydeau, mise en scène par Jean-Louis Martin-Barbaz
- 2007 : Amour maternel d'August Strindberg, mise en scène par Jean-Louis Benoît, au Théâtre de la Criée
- 2008 : Happy Hanouka d'Alex Pandev, mise en scène par Jean-Luc Moreau
- 2008 : Mon ami Roger de Philippe Avron, mise en scène par Ophélia Avron, au Petit Théâtre de Paris
- 2009 : Secret de famille d'Éric Assous, mise en scène par Jean-Luc Moreau
- 2011 : L'Intrus d'Antoine Rault, mise en scène par Christophe Lidon, à la Comédie des Champs-Élysées
- 2014 : Les Fausses Confidences de Marivaux, mise en scène par Jean-Pierre Hané
- 2015 : Le Roi Lear de Shakespeare, mise en scène par Jean-Luc Revol
- 2016 : Les Femmes savantes de Molière, mise en scène par Catherine Hiegel
- 2018 : Terminus d'Antoine Rault, mise en scène Christophe Lidon, Centre national de création d'Orléans
- 2022 : Le Chevalier et la Dame de Carlo Goldoni mise en scène par Jean Luc Révol, La maison Nevers

## Filmographie
- 2002 : Fonctions annexes de Pierre Pinaud (Talent Adami 2002)
- 2002 : Far West de Pascal-Alex Vincent (Festival international du court métrage de Clermont-Ferrand 2009)
- 2002 : Hurlement d'un poisson de Sébastien Carfora (Festival international du court métrage de Clermont 2011)
- 2007 : Candy Boy de Pascal-Alex Vincent (Quinzaine des réalisateurs au Festival de Cannes 2007)
- 2007 : Érudition d'Elena Rossini
- 2007 : Petites cases de David Ctiborsky (École nationale supérieure Louis-Lumière)
- 2008 : CDD pour la vie d'Éric Bitoun
- 2008 : Zizanique de Fred Guyot
- 2009 : La Raison de l'autre de Foued Mansour (« Prix d'interprétation au festival international du court-métrage de Clermont-Ferrand 2009 »)
- 2010 : Origines d'Éric Cayron (12e Festival du film court francophone de Vaulx en Velin Un poing c'est court 2012)
- 2011 : Un homme debout de Foued Mansour : Mélanie
- 2012 : Véhicule-École de Benjamin Guillard
- 2012 : Deux flics sur les docks d'Edwin Baily
- 2014 : L'Hermine de Christian Vincent : la greffière
- 2018 : Les disparus de Valenciennes (télévision).

## Doublage
Sources : RS Doublage et Doublage Séries Database

### Cinéma

#### Films
- Kate Bosworth dans (7 films) :
  - Blue Crush (2002) : Anne Marie Chadwick
  - Life on the Line (2015) : Bailey
  - Bus 657 (2015) : Sydney
  - Ne t'endors pas (2016) : Jessie
  - The Domestics (2018) : Nina West
  - Force of Nature (2020) : Troy
  - En route pour l'avenir (2022) : Heidi

- Amy Adams dans (6 films) :
  - Arrête-moi si tu peux (2002) : Brenda Strong
  - Miss Pettigrew (2008) : Delysia Lafosse
  - Vice (2018) : Lynne Cheney
  - Une ode américaine (2020) : Bev Vance
  - La Femme à la fenêtre (2021) : Dr Anna Fox
  - Cher Evan Hansen (2021) : Cynthia Murphy

- Gemma Arterton dans (6 films) :
  - Quantum of Solace (2008) : l'agent Fields
  - Le Choc des Titans (2010) : Io
  - The Last Girl : Celle qui a tous les dons (2016) : Helen Justineau
  - The King's Man : Première mission (2021) : Polly Wilkins / Galahad
  - Rogue Agent (2022) : Alice Archer
  - The Critic (2023) : Nina Land

- Amber Heard dans (6 films) :
  - Never Back Down : Ne jamais reculer (2008) : Baja Miller
  - Mariés... mais pas trop (en) (2017) : Fanny
  - Justice League (2017) : Mera
  - Aquaman (2018) : Mera
  - Zack Snyder's Justice League (2021) : Mera
  - Aquaman et le Royaume perdu (2023) : Mera

- Kirsten Dunst dans (5 films) :
  - Crazy/Beautiful (2001) : Nicole Oakley
  - Eternal Sunshine of the Spotless Mind (2004) : Mary Svevo
  - Rencontres à Elizabethtown (2005) : Claire Colburn
  - Marie-Antoinette (2006) : Marie-Antoinette d'Autriche
  - Un Anglais à New York  (2008) : Allison Olsen

- Sarah Gadon dans (5 films) :
  - A Dangerous Method (2011) : Emma Jung
  - Dracula Untold (2014) : Mirena
  - La Reine garçon (2015) : la comtesse Ebba Sparre
  - Ma vie avec John F. Donovan (2018) : Liz Jones
  - Ferrari (2023) : Linda Christian

- Emma Stone dans (4 films) :
  - The Rocker (2008) : Amelia
  - Super blonde (2008) : Natalie
  - Bienvenue à Zombieland (2009) : Wichita
  - Retour à Zombieland (2019) : Wichita

- Alice Eve dans (4 films) :
  - Droit de passage (2009) : Claire Sheperd
  - L'Ombre du mal (2012) : Emily Hamilton
  - ATM (2012) : Emily Brandt
  - Manipulations (2016) : Charlotte Cahill

- Amanda Seyfried dans (4 films) :
  - Ted 2 (2015) : Samantha L. Jackson
  - Sur le chemin de la rédemption (2017) : Mary
  - Mank (2020) : Marion Davies
  - Dans les angles morts (2021) : Catherine Claire

- Felicity Jones dans (4 films) :
  - Rogue One: A Star Wars Story (2016) : Jyn Erso
  - The Aeronauts (2019) : Amelia Rennes
  - Minuit dans l'univers (2020) : Sully
  - La Dernière Lettre de son amant (2021) : Ellie Haworth

- Julia Jentsch dans :
  - The Edukators (2004) : Jule
  - Sophie Scholl : Les Derniers Jours (2005) : Sophie Scholl
  - 33 Scènes de la vie (2008) : Julia Szczesna

- Romola Garai dans :
  - Scoop (2006) : Vivian
  - Comme il vous plaira (2006) : Celia
  - Une vie (2023) : Doreen Warriner

- Alison Brie dans :
  - Jamais entre amis (2015) : Lainey
  - En taule : Mode d'emploi (2015) : Alissa (version VOD)
  - The Disaster Artist (2017) : Amber

- Abbey Lee Kershaw dans :
  - Joyeux Bordel ! (2016) : Savannah
  - Old (2021) : Chrystal
  - Horizon : Une saga américaine, chapitre 1 (2024) : Marigold

- Sibel Kekilli dans :
  - Kebab Connection (2004) : Italienerin
  - Head-on (2004) : Sibel

- Michelle Williams dans : 
  - Land of Plenty (2004) : Lana
  - Synecdoche, New York (2008) : Claire Keen

- Keri Russell dans :
  - Mission impossible 3 (2006) : Lindsey Farris
  - Crazy Bear (2023) : Sari

- Madeline Zima dans :
  - My Own Love Song (2010) : Billie
  - Scandale (2019) : Eddy

- Kristen Bell dans : 
  - My Movie Project (2013) : Supergirl
  - How to Be a Latin Lover (2017) : Cindy

- Matilda De Angelis dans :
  - L'Incroyable histoire de l'Île de la Rose (2020) : Gabriella
  - Dracula (2025) : Maria

- Amalia Kassai (es) dans :
  - Une ardente patience (es) (2022) : Clarita
  - Sayen : La Chasseresse (2024) : Mari « Azul »

- 1993 : L'Incroyable Voyage : Hope Burnford (Veronica Lauren (en))
- 1994 : Blue Sky : Alex Marshall (Amy Locane)
- 1996 : Flipper : Kim (Jessica Wesson (en))
- 1999 : Comme toi... : Claudia (Giulia Steigerwalt)
- 1999 : Pinocchio et Gepetto : la Fée bleue / Isabella (Gemma Gregory)
- 2001 : Mortelle Saint-Valentin : Lily Voight (Jessica Cauffiel)
- 2001 : Santa Maradona (it) : Lucia (Mandala Tayde)
- 2002 : Sex Academy : Janey Briggs (Chyler Leigh)
- 2003 : Le Sourire de Mona Lisa : ? ( ? )
- 2004 : Dirty Dancing 2 : Eve (January Jones)
- 2004 : 2046 : Bai Ling (Zhang Ziyi)
- 2005 : La Maison de Cire : Carly Jones (Elisha Cuthbert)
- 2005 : Les Berkman se séparent : Sophie Greenberg (Halley Feiffer)
- 2005 : La Légende de Zorro : ? (?)
- 2005 : The King : Malerie Sandow (Pell James (en))
- 2006 : Mariage Express : Voulez-vous m'épouser ?[n 1] : Katie (Isla Fisher)
- 2006 : World Trade Center : Allison Jimeno (Maggie Gyllenhaal)
- 2006 : Courir avec des ciseaux : Natalie Finch  (Evan Rachel Wood)
- 2008 : Un mariage de rêve : Hilda Whittaker (Kimberley Nixon)
- 2011 : Les Sorcières d'Oz : Billie Westbrook (Eliza Swenson (en))
- 2012 : Alex Cross : Monica Ashe (Rachel Nichols)
- 2012 : Elle s'appelle Ruby : Lila (Deborah Ann Woll)
- 2013 : Subwave : Irina Garin (Svetlana Khodtchenkova)
- 2014 : Love et Mercy : La Véritable Histoire de Brian Wilson des Beach Boys : Marilyn Wilson (Erin Darke)
- 2017 : Hitman and Bodyguard : Amelia Ryder (Élodie Yung)
- 2017 : Thor: Ragnarok : l'actrice de théâtre interprétant Sif (Charlotte Nicdao (en)) (caméo)
- 2018 : The Cloverfield Paradox : Mina Jensen (Elizabeth Debicki)
- 2018 : Game Over, Man ! : Cassie (Aya Cash)
- 2018 : Mariage à Long Island : ? (?)
- 2019 : Une catastrophe n'arrive jamais seule (es) : ? (?)
- 2019 : The Singing Club : Sarah (Amy James-Kelly (en))
- 2020 : The Last Days of American Crime : Shelby Dupree (Anna Brewster)
- 2020 : Falling : Gwen (Hannah Gross)
- 2020 : The Empty Man : Amanda Quail (Sasha Frolova)
- 2021 : Beckett : Léna (Vicky Krieps)
- 2021 : Entre les lignes : Jane Fairchild (Odessa Young)
- 2022 : Mort sur le Nil : voix additionnelles
- 2022 : Quatre moitiés (it) : Stella (Marta Malvestiti)
- 2022 : F*ck l'amour, toujours ! (en) : Lisa (Bo Maerten)
- 2022 : I'm Your Man : l'employée (Sandra Hüller)
- 2023 : Noise : Liv (Sallie Harmsen)
- 2023 : The Beanie Bubble (en) : Sheila (Sarah Snook)
- 2023 : Sayen : La Route asséchée : ? (?)
- 2023 : L'Intime Conviction d'Elena : Rita Alonso (Érica Rivas)
- 2023 : Follow dead : Miss Nola (Sarah Swire)
- 2023 : Iron Claw : Pam Adkisson (Lily James)
- 2025 : The Monkey : Lois (Tatiana Maslany)
- 2025 : Freaky Friday 2 : Encore dans la peau de ma mère : ? (?)

#### Films d'animation
- 1953 : Peter Pan : Michel Darling (2e doublage)
- 2005 : Barbie et le Cheval magique : Brietta
- 2007 : Shrek le troisième : Cendrillon
- 2008 : Barbie et la magie de Noël : Barbie / Eden Starling
- 2011 : Le Tableau : Claire
- 2013 : Le vent se lève : Naoko Satomi
- 2017 : La Passion van Gogh : Marguerite Gachet
- 2020[4] : De l'autre côté du ciel : Lola
- 2022 : Le Dragon de mon père : Dela Elevator[5]

### Télévision

#### Téléfilms
- Taylor Cole dans (16 téléfilms) :
  - Avril sanglant (2008) : Desiree Cartier
  - La Femme du révérend (2013) : Brianna Daniels
  - Noël avec une star (2016) : Jessica McEllis
  - Faux-semblants (2016) : Mini-cassette
  - Le festival de Noël (2017) : Emma Parkers
  - Coup de foudre et gourmandises (2018) : Lacey Hathaway
  - Coup de foudre sous la neige (2018) : Cara Huntley
  - Les petits meurtres de Ruby : témoin silencieux (2019) : Ruby Herring
  - Les petits meurtres de Ruby : héritage empoisonné (2019) : Ruby Herring
  - Des fiançailles sous la neige (2019) : Cara Huntley / Reneau
  - Les petits meurtres de Ruby : prédiction mortelle (2020) : Ruby Herring
  - Coup de foudre à la Saint-Valentin (2020) : Julia Palmer
  - Notre incroyable anniversaire (2021) : Sara Kelly
  - Mariage Parfait Sous La Neige (2021) : Cara Reneau
  - Un automne à deux (2022) : Amy
  - Le secret d'un Noël parfait (2022) : Haley

- Katie Leclerc dans (7 téléfilms) :
  - L'Héritage de Katie[n 1] (2013) : Katie Lapp
  - Temps nuageux avec risque d'amour (2014) : Debby
  - Une belle-mère qui me veut du mal (2017) : Tina
  - Réveillon à la vanille (2019) : Emily White
  - Fiançailles et funérailles (2019) : Miya
  - Soupçons maternels (2020) : Olivia Davis
  - Il faut sauver la maison de Noël (2021) : Margot

- Rachael Carpani dans :
  - Les Enfants du péché : Secrets de famille (2015) : Cathy Dollanganger
  - Les Enfants du péché : Les Racines du mal (2015) : Cathy Dollanganger

- Amber Marshall dans :
  - Jamais sans toi (2020) : Emma
  - Un nouvel ami pour Noël (2023) : Peyton

- 2000 : Liées par le secret : Victoria (Jade Bronneberg)
- 2002 : Carrie : Norma Watson (Meghan Black)
- 2004 : Sex Traffic : Vera Visinescu (Maria Popistașu)
- 2006 : Qui a tué Jack McBride ? : Jo Hansen (Brooke Nevin)
- 2007 : Le regard d'une mère : Tori (Andrea Whitburn)
- 2007 : Trois sœurs dans le Montana : Lily (Laura Mennell)
- 2008 : La Tour[n 1] : Reina Kossmann (Josephin Busch (de))
- 2010 : Le Garçon qui criait au loup : Paulina Von Eckberg (Brooke D'Orsay)
- 2013 : Mon mari, un assassin : Nora Novak (Esther Zimmering (de))
- 2016 : Dans les griffes de Charles Manson : Linda Kasabian (Mackenzie Mauzy)
- 2019 : Lycéenne parfaite pour crime parfait : Bridget Moretti (Aubrey Peeples)
- 2019 : Quand ma fille dérape... : Adele (Paige McGarvin)
- 2020 : Maman ne te fera aucun mal : Sierra (Melissa Ordway)
- 2020 : L'Étrangère dans ma maison : Jules Grant (Maiara Walsh)
- 2022 : Trahie par ma meilleure amie : Geena Fellers (Brendee Green)
- 2022 : Un cadeau royal pour Noël : Cecily (Hunter King (en))
- 2022 : La jeune fille qui criait au loup : Susanna (Jillian Murray)
- 2022 : Une nouvelle étincelle pour Noël : Kristin (Sarah Smyth (en))

#### Séries télévisées
- Taylor Cole dans (9 séries) :
  - Summerland (2004-2005) : Erika Spalding (21 épisodes)
  - Numb3rs (2006) : Brandi (saison 2, épisode 13)
  - Supernatural (2006) : Sarah Blake (1re voix - saison 1, épisode 19)
  - Heroes (2008-2009) : Rachel Mills (saison 3)
  - Melrose Place : Nouvelle Génération (2009) : Trudy Chandler (épisode 2)
  - The Event (2010-2011) : Vicky Roberts (16 épisodes)
  - The Glades (2012) : Jennifer Starke (saison 3)
  - Frankenstein Code (2016) : Jilly (épisode 6)
  - Salvation (2017-2018) : Fiona (6 épisodes)

- Anna Paquin dans (6 séries) :
  - True Blood (2008-2014) : Sookie Stackhouse (81 épisodes)
  - Racines (2016) : Nancy Holt (mini-série)
  - Captive (2017) : Nancy Montgomery (mini-série)
  - Philip K. Dick's Electric Dreams (2017) : Sarah (épisode 5)
  - The Affair (2019) : Joanie Lockhart (saison 5)
  - A Friend of the Family (2022) : Mary Ann Broberg (mini-série)

- Sprague Grayden dans (6 séries) :
  - 24 Heures chrono (2009) : Olivia Taylor (saison 7)
  - New York, unité spéciale (2009) : Pam Galliano (saison 10, épisode 21)
  - Grey's Anatomy (2011) : Mme Gordon (saison 7, épisode 22)
  - Pretty Little Liars (2016) : Dr Cochran (saison 7, épisode 6)
  - NCIS : Nouvelle-Orléans (2016) : Anne Foreman (saison 3, épisode 2)
  - A Million Little Things (2020) : Lindsay Saville (saison 2)

- Sonja Bennett (en) dans (5 séries) :
  - Dead Zone (2004-2005) : Rachel Caldwell (4 épisodes)
  - Supernatural (2006) : Pamela « Pam » Clayton (1re voix - saison 2, épisode 9)
  - Eureka (2007) : Callie Currie (saison 2)
  - Fear Itself (2008) : Ruthie (épisode 4)
  - Ghost Wars (2017) : Karla Kowalski-Jones (11 épisodes)

- Amanda Seyfried dans (5 séries) :
  - Wildfire (2006) : Rebecca (5 épisodes)
  - Les Experts (2006) : Lacey Finn (saison 6, épisode 21)
  - Big Love (2006-2008) : Sarah Henrickson (1re voix, saisons 1 et 2)
  - Twin Peaks (2017) : Rebecca « Becky » Burnett (saison 3)
  - The Dropout (2022) : Elizabeth Holmes (mini-série)

- Kim Matula dans (4 séries) : 
  - Amour, Gloire et Beauté (2010-2016) : Hope Logan (907 épisodes)
  - UnREAL (2016) : Tiffany James (saison 2)
  - Rosewood (2017) : Leanne Forrest (saison 2, épisode 18)
  - LA to Vegas (2018) : Veronica « Ronnie » Messing (15 épisodes)

- Samaire Armstrong dans :
  - Newport Beach (2003-2006) : Anna Stern (15 épisodes)
  - Les Experts : Miami (2006) : Brynn Roberts (saison 5, épisode 7)
  - Dirty Sexy Money (2007-2009) : Juliet Darling (11 épisodes)

- Laura Osswald dans : 
  - Le Destin de Lisa / Le Destin de Bruno (2005-2007) : Hannah Refrath (642 épisodes)
  - Le Journal de Meg (2008-2011) : Gabi Kragenow (21 épisodes)
  - Rosamunde Pilcher (2009) : Vivian Wilcox (épisode 82)

- Lyndsy Fonseca dans :
  - How I Met Your Mother (2005-2014) : Penny Mosby (65 épisodes)
  - Agent Carter (2015-2016) : Angie Martinelli (7 épisodes)
  - Turner et Hooch (en) (2021) : Laura Turner (12 épisodes)

- Maiara Walsh dans :
  - Cory est dans la place (2007-2008) : Meena Paroom (34 épisodes)
  - Desperate Housewives (2009-2010) : Ana Solis (23 épisodes)
  - Esprits criminels (2019) : Nikki Pareno (saison 14, épisode 11)

- Kristen Bell dans :
  - Gossip Girl (2007-2012) : la narratrice (voix, 121 épisodes)
  - Parks and Recreation (2013-2014) : Ingrid De Forest (saison 6)
  - Gossip Girl (2021) : la narratrice (voix, saison 1)

- Sarah Jones dans :
  - Vegas (2012-2013) : Mia Rizzo (20 épisodes)
  - Damnation (2017-2018) : Amelia Davenport (10 épisodes)
  - Un homme, un vrai (2024) : Serena Croker (mini-série)

- Gemma Arterton dans :
  - Le Narcisse noir (en) (2020) : Sœur Clodagh (mini-série)
  - Funny Woman (en) (depuis 2022) : Barbara Parker / Sophie Straw
  - Culprits : Arnaque à l'Anglaise (en) (2023) : Dianne Harewood (7 épisodes)

- Kate Bosworth dans : 
  - Young Americans (2000) : Bella Banks (8 épisodes)
  - The Long Road Home (en) (2017) : Gina Denomy (mini-série)

- Katie Cassidy dans :
  - Sept à la maison (2005) : Zoe (saison 9)
  - Supernatural (2007-2008) : Ruby (saison 3)

- Tania Raymonde dans :
  - Cold Case : Affaires classées (2008-2009) : Frankie Rafferty (8 épisodes)
  - Crash (2009) : Roxanne Thigpen (saison 2, épisodes 9 et 10)

- Aya Cash dans : 
  - Traffic Light (2011) : Callie (13 épisodes)
  - The Boys (2020-2022) : Klara « Stormfront » / « Liberty » Risinger (10 épisodes)

- Georgina Haig dans :
  - Reckless : La Loi de Charleston (2014) : Lee Anne Marcus (13 épisodes)
  - Childhood's End : Les Enfants d'Icare (2015) : Annabel Stormgren (mini-série)

- Élodie Yung dans : 
  - Daredevil (2016) : Elektra Natchios (saison 2)
  - The Defenders (2017) : Elektra Natchios (mini-série)

- Jessica Biel dans :
  - The Sinner (2017) : Cora Tannetti (saison 1)
  - Complicités (2025) : Chloe Taylor (mini-série)

- Eloise Mumford dans :
  - Chicago Fire (2017-2019) : Hope Jacquinot (8 épisodes)
  - L'Étoffe des héros (2020) : Trudy Cooper (8 épisodes)

- Sarah Snook dans :
  - Succession (2018-2023) : Siobhan « Shiv » Roy (39 épisodes)
  - Soulmates (en) (2020) : Nikki  (saison 1, épisode 1)

- 1991-1992 : La Famille Torkelson : Mary Sue Torkelson (Rachel Duncan) (20 épisodes)
- 1993-1994 : À mi-galaxie, tournez à gauche : X (Lauren Hewett) (28 épisodes)
- 1995 : Au-delà du réel : L'aventure continue : Aggie Travers (Thora Birch) (saison 1, épisode 7)
- 1999-2000 : Action : Jenny (Erin Daniels) (4 épisodes)
- 2000 : Sept à la maison : Frankie (Chyler Leigh) (saison 5)
- 2000 : Les Aventures fantastiques d'Allen Strange : Erika Romano (Evan Scott) (saison 3, épisode 14)
- 2003 : Le Justicier de l'ombre : Martha Skulnick (Jess Weixler) (saison 2, épisode 8)
- 2003-2004 : Le Protecteur : Sharon Diamond / Tiffany Skovich (Scout Taylor-Compton) (saison 3, épisodes 3 et 18)
- 2003-2005 : Secrets de filles : Ellie Allard (Olivia Hallinan) (27 épisodes)
- 2003-2007 : Degrassi : La Nouvelle Génération : Alexandra « Alex » Nuñez (Deanna Casaluce) (61 épisodes)
- 2004 : Boston Public : Rainy Murphy (Natasha Melnick) (saison 4)
- 2004 : Missing : Disparus sans laisser de trace : Megan Hahn (Ksenia Solo) (saison 2, épisode 3)
- 2004 : En quête de preuves : Sina Kirsch (Lisa Maria Potthoff) (saison 8, épisode 13)
- 2005 : Into the West : Margaret « Éclat de Soleil » Wheeler (Elizabeth Sage) (mini-série)
- 2006 : Prison Break : Debra Jean Belle (Kristin Malko) (saison 2)
- 2006 : Supernatural : Emily Jorgeson (Tania Saulnier) (saison 1, épisode 11)
- 2006-2014 : Young Dracula : Ingrid Dracula (Clare Thomas) (66 épisodes)
- 2006 / 2016 : New York, unité spéciale : Nikki (Lily Rabe) (saison 8, épisode 3), Melanie Connor (Comfort Clinton) (saison 17, épisode 21)
- 2007 : Deux princesses pour un royaume : DG (Zooey Deschanel) (mini-série)
- 2007 : Hidden Palms : Enfer au paradis : Greta Matthews (Amber Heard) (8 épisodes)
- 2009 : Lost : Les Disparus : Danielle Rousseau jeune (Melissa Farman) (saison 5)
- 2009-2014 : Drop Dead Diva : Stacy Barrett (April Bowlby) (78 épisodes)
- 2010-2012 : Meurtres à Sandhamn : Carina Persson (Sofia Pekkari) (6 épisodes)
- 2010-2012 : Les Spécialistes : Rome : Jade Liberti (Eugenia Costantini) (7 épisodes)
- 2011 : Against the Wall : Abby Kowalski (Rachael Carpani) (13 épisodes)
- 2011 : Unforgettable : Katie Monaghan (Anna Friedman) (saison 1, épisode 9)
- 2011 : Terra Nova : Maddy Shannon (Naomi Scott) (13 épisodes)
- 2011-2015 : Revenge : Charlotte Grayson-Clarke (Christa B. Allen) (75 épisodes)
- 2011-2017 : Switched : Daphne Vasquez (Katie Leclerc) (104 épisodes)
- 2012 : Hollywood Heights : Chloe Carter / Cynthia Kowalski (Melissa Ordway) (80 épisodes)
- 2013 : Beauty and the Beast : Tyler (Shantel VanSanten) (saison 1)
- 2013 : Psych : Enquêteur malgré lui : Laura (Jessica Makinson) (saison 7, épisode 12)
- 2014 : Downton Abbey : Mabel Lane Fox (Catherine Steadman) (saison 5)
- 2015 : Conscience Morale : Carla Martin (Tammy Gillis) (mini-série)
- 2015-2019 : Vikings : Thérèse (Karen Hassan) (12 épisodes) et Aud (Leah McNamara) (12 épisodes)
- 2016 : The Path : Miranda Frank (Minka Kelly) (4 épisodes)
- 2016 : American Gothic : Jennifer Windham (Sarah Power) (5 épisodes)
- 2017 : Le Dernier Seigneur : Hannah Taub (Melia Kreiling) (4 épisodes)
- 2017 : Top of the Lake: China Girl : Miranda Hilmarson (Gwendoline Christie) (6 épisodes)
- 2017 : Ransom : Isabelle Kalish (Kristen Hager) (saison 1, épisode 10)
- 2017-2023 : La Fabuleuse Madame Maisel : Astrid Weissman (Justine Lupe) (9 épisodes)
- 2018 : Quantico : Celine Fox (Amber Skye Noyes) (saison 3)
- depuis 2018 : Amour, Gloire et Beauté : Hope Logan (Annika Noelle) (918 épisodes - en cours)
- 2019 : Proven Innocent (en) : Heather Husband (Caitlin Mehner) (10 épisodes)
- 2019 : Becoming a God : Krystal Dubbs (Kirsten Dunst) (10 épisodes)
- 2019-2021 : The Morning Show : Claire Conway (Bel Powley) (11 épisodes)
- 2019-2021 : Pennyworth : la Reine (Jessica Ellerby) (13 épisodes)
- 2019-2023 : S.W.A.T. : Bonnie (Karissa Lee Staples) (8 épisodes)
- 2019-2023 : Servant : Leanne Grayson (Nell Tiger Free) (40 épisodes)
- 2020 : Histoires fantastiques : Helen Harris (Alison Bell) (saison 1, épisode 3)
- 2020 : Equinox : Astrid (Danica Curcic) (6 épisodes)
- 2021 : L'Ombre de Fatma (tr) : Fatma Yilmaz (Burcu Biricik) (6 épisodes)
- 2021 : La Belle de Jérusalem : Victoria Franco (Mali Levi) (5 épisodes)
- depuis 2021 : Mayor of Kingstown : Tracy McLusky (Nishi Munshi)
- 2022 : Archive 81 : Emma Trillay (Ellen Adair)
- 2022 : Roar : Rebecca « Becky » Moss (Alison Brie) (épisode 6)
- 2022 : Marie-Antoinette : Marie Antoinette d'Autriche (Emilia Schüle)
- 2022 : The Sound of Magic : ? (?)
- 2022 : Only Murders in the Building : Nina Lin (Christine Ko (en)) (saison 2)
- 2022 : The Golden Hour : Michelle (Sophie Veldhuizen) (6 épisodes)
- 2022 : The Flight Attendant : Grace St. James (Mae Martin) (saison 2)
- 2022 : The Undeclared War : Marina Veselova (Tinatin Dalakishvili) (mini-série)
- 2022-2023 : Billy the Kid : Kathleen McCarty (Eileen O'Higgins (en)) (6 épisodes)
- 2022-2024 : Vikings: Valhalla : Freydis Eiriksdottir (Frida Gustavsson) (23 épisodes)
- 2023 : Abysses : Tina Lund (Krista Kosonen) (mini-série)
- 2023 : Le Pouvoir : Kristen (Alice Eve)
- 2023 : Les Fleurs sauvages : Alice Hart (Alycia Debnam-Carey) (mini-série)
- 2024 : Parasyte: The Grey : Seol Jin-hee (Moon Joo-yeon)
- 2024 : High Potential : Mia Ashford (Madeline Zima) (saison 1, épisode 4)
- 2025 : La Résidence : Margery Bay Bix (Eliza Coupe) (mini-série)
- 2025 : Paradis City : Nova (Félice Jankell (sv))

#### Séries d'animation
- 1990 : Peter Pan et les Pirates : Michael Darling
- 1997 : ReBoot : AndrAIa
- 2006 : Skyland : Alice
- 2017 : Star Wars : Forces du destin : Jyn Erso
- 2020 : Tut Tut Cory Bolides (en) : Mama Carson
- 2021 : À découper suivant les pointillés : Alice (épisode 6)
- 2024 : La Rivière à l'envers : Pépigom (création de voix)

### Jeux vidéo
- 2005 : Ultimate Spider-Man : Mary-Jane Watson
- 2007 : Assassin's Creed : voix additionnelles
- 2009 : Assassin's Creed II : voix additionnelles[n 2]
- 2014 : Dragon Age: Inquisition : Dentelle Harding
- 2017 :The Evil Within 2 : voix additionnelles[n 2]
- 2017 : Wolfenstein II: The New Colossus :  voix additionnelles[n 2]
- 2018 : Thronebreaker: The Witcher Tales : Rayla la Noire[n 2]
- 2020 : Ghost of Tsushima : voix additionnelles
- 2020 : Assassin's Creed Valhalla : voix additionnelles[n 2]
- 2022 : God of War: Ragnarök : Faye
- 2024 : Dragon Age: The Veilguard : Dentelle Harding

## Voix off

### Documentaire
- 2023 : Johnny Depp VS Amber Heard (Netflix) : Amber Heard

## Distinctions
- Festival Jean Carmet de Moulins 2009 : meilleur jeune espoir féminin (Prix du Public)
- Festival de court-métrage de Clermont Ferrand 2009 : prix d'interprétation